# John Lundstram
John David Lundstram (ur. 18 lutego 1994 w Liverpoolu) – angielski piłkarz występujący na pozycji pomocnika. Reprezentował Anglię na szczeblu międzynarodowym w reprezentacjach U-17, U-18, U-19 oraz U-20 i wystąpił w ich barwach w trzech oficjalnych turniejach.

## Kariera klubowa
Lundstram jest wychowankiem Evertonu, w którym grał od najmłodszych lat, a w 2010 roku podpisał swój pierwszy profesjonalny kontrakt z klubem.
W lutym 2013, dołączył do zespołu Doncaster Rovers na zasadzie wypożyczenia. Zadebiutował 23 lutego 2013 roku w zremisowanym 1:1 meczu przeciwko drużynie Yeovil Town. W tym sezonie zaliczył jeszcze kilkanaście występów stając się kluczową postacią zespołu, który sięgnął na koniec sezonu po zwycięstwo w rozgrywkach League One.
28 listopada tego samego roku został ponownie wypożyczony, tym razem do drużyny Yeovil Town występującej w Football League Championship, a więc na zapleczu Premier League. Zadebiutował w wygranym 3:0 meczu przeciwko drużynie Watford i asystował przy trzeciej bramce. 3 grudnia, w drugim swoim występie w drużynie The Glovers zdobył premierowego, a zarazem zwycięskiego, gola w wygranym 1:0 meczu z Blackpool. 10 marca 2014 Everton postanowił zakończyć wypożyczenie zawodnika w związku z tym, iż stał się w zespole Yeovil postacią drugoplanową. W sumie Lundstram wystąpił w drużynie Yeovil 16 razy i zdobył 2 gole.
27 marca 2014 roku Lundstram trafił do drużyny Leyton Orient, grającej w lidze Football League One, na zasadzie miesięcznego wypożyczenia. 24 kwietnia 2014 roku jego wypożyczenie zostało przedłużone do końca rozgrywek. 25 maja wraz z zespołem wystąpił w finale play-off wchodząc na boisko w 105. minucie spotkania przy wyniku 2:2. Mecz rozstrzygnęły rzuty karne i mimo iż Lundstram wykorzystał jedną z jedenastek, jego zespół przegrał 3:4 i nie awansował do wyższej klasy rozgrywkowej.

## Kariera reprezentacyjna
Lundstram wywalczył miejsce w reprezentacji U-17 podczas sezonu 2010-11 po tym jak zabłysnął w Turnieju Nordyckim.
Podczas swojego pierwszego pełnego sezonu na szczeblu reprezentacyjnym odegrał ważną rolę w sukcesie reprezentacji U-17, jakim było osiągnięcie półfinału Mistrzostw Europy w Serbii. UEFA wybrała zawodnika do drużyny mistrzostw i wyraziła na jego temat wiele pochlebnych opinii, m.in. porównując go do innego piłkarza z Liverpoolu Stevena Gerrarda.
W 2011 roku dotarł wraz z ekipą prowadzoną przez Johna Peacock’a do ćwierćfinału Mistrzostw Świata U-17 w Meksyku. Zagrał we wszystkich czterech spotkaniach. Anglicy ulegli wówczas reprezentacji Niemiec, wygrywając we wcześniejszej rundzie z Argentyną.
W sezonie 2011–2012 zagrał dwukrotnie w kadrze do lat 18 pod wodzą Noela Blake’a. Był kapitanem tej reprezentacji w wygranym meczu z Polską. Następnie został przez tego samego szkoleniowca powołany do kadry U-19, z którą awansował na Finały Mistrzostw Europy w Estonii. Podczas turnieju finałowego strzelił jedną z bramek w wygranym 2:1 meczu z reprezentacją Francji. Anglia dotarła do półfinału imprezy, w którym przegrała z Grecją.
28 maja 2013 roku został wybrany przez Petera Taylora do 21-osobowej kadry na Mistrzostwa Świata U-20 w Turcji. Zadebiutował 16 czerwca w wygranym 3:0 towarzyskim spotkaniu z Urugwajem.

## Statystyki kariery
Stan na 28 kwietnia 2022
| Klub                          | Sezon             | Liga                 | Liga  | Liga   | Puchar Kraj. | Puchar Kraj. | Puchar Ligi | Puchar Ligi | Inne  | Inne   | Ogólnie | Ogólnie |
| Klub                          | Sezon             | Rozgrywki            | Mecze | Bramki | Mecze        | Bramki       | Mecze       | Bramki      | Mecze | Bramki | Mecze   | Bramki  |
| ----------------------------- | ----------------- | -------------------- | ----- | ------ | ------------ | ------------ | ----------- | ----------- | ----- | ------ | ------- | ------- |
| Everton F.C.                  | 2012–13           | Premier League       | 0     | 0      | 0            | 0            | 0           | 0           | –     | –      | 0       | 0       |
| Everton F.C.                  | 2013–14           | Premier League       | 0     | 0      | 0            | 0            | 0           | 0           | –     | –      | 0       | 0       |
| Everton F.C.                  | 2014–15           | Premier League       | 0     | 0      | 0            | 0            | 0           | 0           | 0     | 0      | 0       | 0       |
| Everton F.C.                  | Ogólnie           | Ogólnie              | 0     | 0      | 0            | 0            | 0           | 0           | 0     | 0      | 0       | 0       |
| Doncaster Rovers F.C. (wyp.)  | 2012–13           | EFL League One       | 14    | 0      | 0            | 0            | 0           | 0           | 0     | 0      | 14      | 0       |
| Yeovil Town F.C. (wyp.)       | 2013–14           | EFL Championship     | 14    | 2      | 2            | 0            | 0           | 0           | –     | –      | 16      | 2       |
| Leyton Orient F.C. (wyp.)     | 2013–14           | EFL League One       | 7     | 0      | 0            | 0            | 0           | 0           | 2     | 0      | 9       | 0       |
| Blackpool F.C. (wyp.)         | 2014–15           | EFL Championship     | 17    | 0      | 0            | 0            | 1           | 0           | –     | –      | 18      | 0       |
| Leyton Orient F.C. (wyp.)     | 2014–15           | EFL League One       | 4     | 0      | 0            | 0            | 0           | 0           | 0     | 0      | 4       | 0       |
| Scunthorpe United F.C. (wyp.) | 2014–15           | EFL League One       | 7     | 0      | 0            | 0            | 0           | 0           | 0     | 0      | 7       | 0       |
| Oxford United F.C.            | 2015–16           | EFL League Two       | 37    | 3      | 5            | 0            | 1           | 0           | 4     | 0      | 47      | 3       |
| Oxford United F.C.            | 2016–17           | EFL League One       | 45    | 1      | 3            | 0            | 2           | 0           | 7     | 0      | 57      | 1       |
| Oxford United F.C.            | Ogólnie           | Ogólnie              | 82    | 4      | 8            | 0            | 3           | 0           | 11    | 0      | 104     | 4       |
| Sheffield United F.C.         | 2017–18           | EFL Championship     | 36    | 3      | 2            | 0            | 2           | 0           | –     | –      | 40      | 3       |
| Sheffield United F.C.         | 2018–19           | EFL Championship     | 10    | 0      | 1            | 0            | 1           | 0           | –     | –      | 12      | 0       |
| Sheffield United F.C.         | 2019–20           | Premier League       | 34    | 5      | 2            | 0            | 0           | 0           | –     | –      | 36      | 5       |
| Sheffield United F.C.         | 2020–21           | Premier League       | 28    | 0      | 4            | 0            | 0           | 0           | –     | –      | 32      | 0       |
| Sheffield United F.C.         | Ogólnie           | Ogólnie              | 108   | 8      | 9            | 0            | 3           | 0           | 0     | 0      | 120     | 8       |
| Rangers F.C.                  | 2021–22           | Scottish Premiership | 25    | 1      | 2            | 0            | 2           | 1           | 14    | 1      | 42      | 3       |
| Ogółem w karierze             | Ogółem w karierze | Ogółem w karierze    | 278   | 15     | 21           | 0            | 9           | 1           | 27    | 1      | 333     | 17      |

## Sukcesy
Doncaster Rovers
- zwycięzcy Football League One: 2012–13